# Cosmoconus ceratophorus
Cosmoconus ceratophorus là một loài tò vò trong họ Ichneumonidae.